# AZERTY配列
AZERTY配列（アザーティーはいれつ、アゼルティはいれつ、フランス語：Disposition AZERTY）とは、タイプライターやパソコンのキーボードに、ラテン文字やさまざまな活字を配列したキー配列の一種である。左上から順にAZERTYと並んでいるところから名付けられた。ドイツ語圏のQWERTZ配列と同様、米国のQWERTY配列に由来している。主にフランスとベルギーで使用されているものの国別のやや異なった形態が存在する。
AZERTYはQWERTYと同様、その欠点や人間工学的な欠点がしばしば批判され、拡張AZERTYやBépoなどの代替キー配列が開発されるに至っている。

## 特徴
QWERTY配列と比べ、大きな違いは次の通りである。
- QとAが入れ替わっている
- WとZが入れ替わっている（Zが動詞二人称複数の語尾部分"-z"を中心にWよりもはるかに多用されるため。例："vous chantez"）
- MがLの右（QWERTY配列ではセミコロンがある場所）にある
- 数字の0から9は一見同じ場所だが、入力するにはShiftキー（下記キーボードの上向き矢印、オレンジ色のキー）を押さなければならない。でなければアクセント付きの小文字が入力される
- ほとんどの記号類（非英数字）の位置が違う

フランスのAZERTY配列
フランス本土はAZERTY配列を使用している主要国の一つで、フランスではWindowsが提供するAZERTY配列が主流である。しかし、この配列はフランス語の入力対応が不十分である。 合字「æ Æ œŒ」、発音区分大文字「À ÉÈ Ù Ç」、活版印刷の記号（例：省略符"…"、曲線アポストロフ" ’ "、フランス語のギユメ”«»”）、行の終わりまたは始めに句読文字が分離されないようにするノーブレークスペースなど多くの記号が欠けている。しかし、情報システムの進化により、管理できる記号の数は大幅に増えている。
Linuxでは、より完全な配列（変形フランス語と呼ばれる）が開発されていて、フランス語やラテン文字を使うほとんどのヨーロッパの言語のアクセント符号をすべて入力することができる。

LinuxでのAZERTY配列は「変形フランス語」と呼ばれている

Windowsでは、キーボードドライバーが文字番号入力方式で追加記号を入力できる。例えば、Alt + 0201のキー操作で、コード201の文字「É」を入力することができる。このアクセント記号のある大文字は、公式キーボード上では入力できない。また、Caps Lockキーの動作は少し異なり、Caps Lockキーがロックされている場合、éキーでは「É」ではなく「2」が入力されるため、タイプミスの原因になることが多い。最後にデッドキーとの組み合わせによっては動作しないことがある。

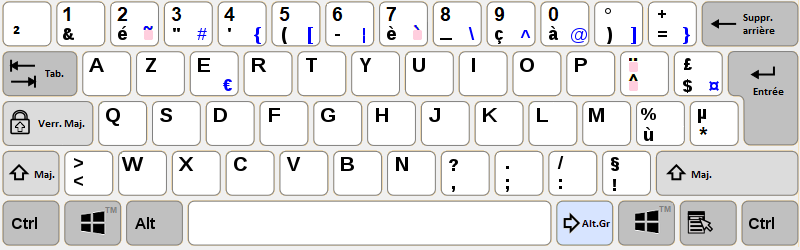
WindowsでのAZERTY配列、および多くのフランス語のキーボードの配列

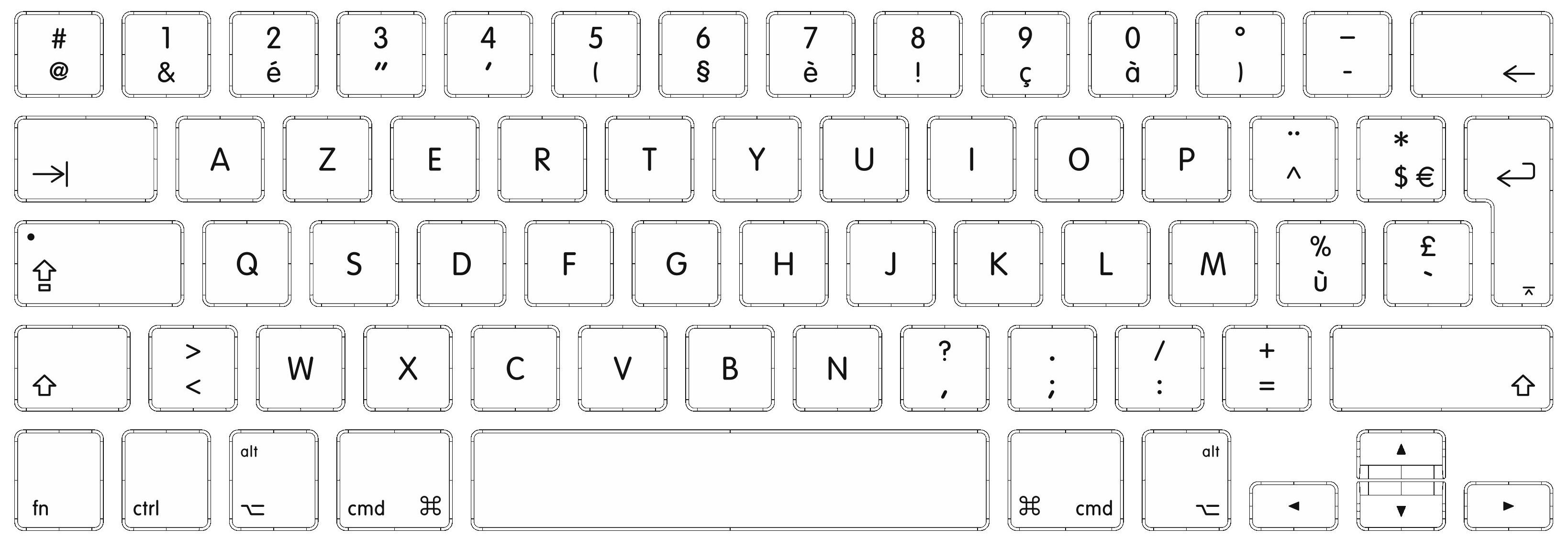
MacでのAZERTY配列

MacとLinuxはデッドキーの対応が充実していて、CapsLockキーの動作がより自然で、AltGrキーとの組み合わせで追加記号を直接入力できる。さらに少なくとも Linux では、かなりの数の記号をComposeキーで簡単に入力できる（たとえば、⎄ Composeキー、oキー、eキーを連続して押すと「œ」、⎄ Composeキー、<キー、<キー は開き引用符「«」、⎄ Composeキー、<キー、=キーは数学記号「≤」が入力される)。
キーボードが十分に揃っていない場合、ワープロソフトによっては独自のキーの組み合わせ（例：Ctrl + , C で「Ç」を入力）や自動修正機能（例：「coeur」を「cœur」、「Etat」を「État」に置換）により欠点を補える。また、スペルチェッカーの候補を利用して、入力しにくい文字を挿入するコツも存在する。

## AFNOR規格のAZERTY(2019年)

NF Z71-3005規格に準拠したAZERTY配列

フランス語を入力する際に発生する多くの問題点が指摘されていたことから、2019年にフランス標準化協会は、新しいAZERTY配列を記述した規格 NF Z71-300を公布した。 これは、行政契約において将来標準の義務化を検討していたフランス政府（フランス語・方言に関する一般委員会）の提案を受けたものである。
オフィス・オートメーション用キーボード（105キーまたは72キー）には、AZERTYの新変形と人間工学に基づいたBÉPO配列の2種類が規格化されている。対応する文字セット、その配列、物理キーに表示しなければならない記号を規定する。そのため、物理キーボードとそのデバイスドライバの両方に対応している。
新しいAZERTY配列はフランスでの事実上の標準とは大きく異なり、基本的なラテン文字26文字の配列だけをほぼそのまま残している。その他の文字は、各キーの入力しやすさや各文字の使用頻度を考慮し、グラフ（文字）によるまたはテーマ的に近い文字をグループ化するような最適化アルゴリズムによってキーボード上に配置されている。
フランスではAZERTYが一般的であったため、ユーザーにとって一定の親しみやすさを確保し、移行を容易にするために、基本的な配列を維持することになった。Windows、Linux、Mac用のドライバーが存在する。

## 使用される国

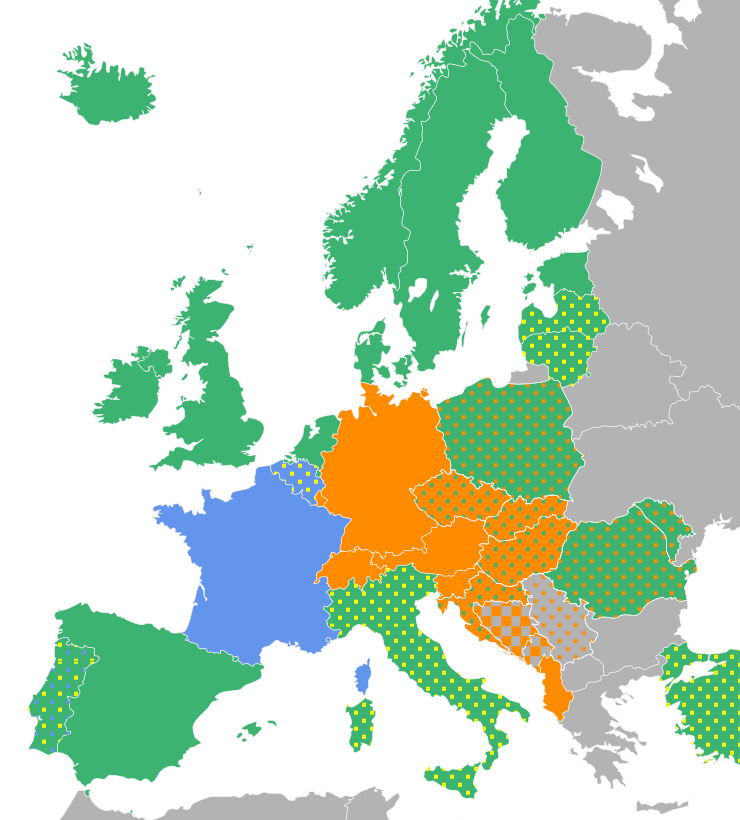
ヨーロッパのキーボード配列
QWERTY
QWERTZ
AZERTY
固有の配列 (トルコ FGĞIOD配列）、ラトヴィア（ŪGJRMV配列）、リトアニア（ĄŽERTY配列）
非ラテン文字圏

主にフランスとベルギー（フラマン語圏含む）で用いられる。しかし、フランス語圏であってもスイスはドイツ語と同様のQWERTZ配列、カナダは英語と同様のQWERTY配列を用いる。
かつてフランスの植民地だったアルジェリアやモロッコで使用されるベルベル語（タマジクト語）のティフィナグ文字の入力は、このAZERTY配列を基にした配列を用いる。
リトアニアではAZERTY配列を基にしたĄŽERTY配列が用いられることもあるが、QWERTY配列の方が一般的である。